# Барбора Крејчикова
Барбора Крејчикова (чеш. Barbora Krejcíková; Брно, 18. децембар 1995) чешка је професионална тенисерка од 2014. године. Освојила је Ролан Гарос у синглу, док је освојила Аустралијан опен и Вимблдон у дублу и три пута Аустралијан опен у мјешовитом дублу.
Представљала је Чешку на Олимпијским играма 2020. у Токију, освојила је златну медаљу у конкуренцији парова, заједно са Катерином Синијаковом у пару.